# Stazione di Sedico-Bribano
Stazione di Sedico-Bribano vasútállomás Olaszországban, Veneto régióban, Sedico település Bribano frazionéjában.

## Vasútvonalak
Az állomást az alábbi vasútvonalak érintik:
- Calalzo–Padova-vasútvonal

## Kapcsolódó állomások
A vasútállomáshoz az alábbi állomások vannak a legközelebb: 
- Stazione di Belluno
- Stazione di Santa Giustina-Cesio
- Belluno old railway station